# نهادهای اقتصاد جهانی
در روند جهانی‌سازی، سه نهاد عمدهٔ اقتصادی بیش از پیش در دنیای پس از جنگ غالب شده و به گونه‌ای ساخته شده‌اند که نقش « دولت»‌ها را ایفا می‌کنند، یعنی مختصات یک حکومت جهانی را دارند که در خدمت منافع شرکت‌های فراملیتی و نهادهای مالی بین‌المللی است. این نهادها سازمان تجارت جهانی (WTO)، صندوق بین‌المللی پول (IMF) و بانک جهانی (WB) نام دارند.
اکنون نهادهای بین‌المللی، برنامه‌های اقتصادی اکثریت کشورهای جهان را در کشورهای پیش تر کمونیست و جهان سوم تنظیم می‌کند و صندوق بین‌المللی پول به کشورهای بدهکار بر اساس شرایطی سخت پول می‌دهد تا هزینهٔ بازسازی اقتصادی شان تأمین شود. برنامه‌های تعدیل ساختاری بانک جهانی با تکیه بر همین اصول راهنما مشوق تبعیت و کنارنهادن سیاست‌های داخلی است، به ویژه سیاست‌هایی که اقدامات حمایتی و یارانه‌ای را ترویج می‌کند. این دو نهاد در چارچوبی عمل می‌کنند که به توافق واشینگتن معروف است و بر آزادسازی بازارها، خصوصی‌سازی شرکت‌های دولتی و سیاست‌های دیگری که مشوق سرمایه‌گذاری خارجی است، مانند کاهش رسمی ارزش پول رایج و نظارت‌زدایی، تأکید دارد.